# Mycoplasma pneumoniae
Mycoplasma pneumoniae is een bacteriesoort. Dit micro-organisme onderscheidt zich van soorten uit andere bacteriegeslachten door het ontbreken van een celwand en is slechts omgeven door een dun celmembraan dat rijk is aan sterolen. Het is een van de kleinste bacteriën die er bestaan.
Mycoplasma pneumoniae is na de pneumokok (Streptococcus pneumoniae) de belangrijkste verwekker van thuis opgelopen longontsteking (primaire atypische pneumonie). Via aanhechting aan een eiwit op het epitheel leeft Mycoplasma pneumoniae extracellulair in de luchtwegen. In zeldzame gevallen geeft hij ook verschijnselen buiten de luchtwegen, zoals artritis en afwijkingen aan het centrale zenuwstelsel. 
Mycoplasma pneumoniae is de belangrijkste verwekker van longontsteking bij mensen tussen de 15 en 30 jaar. Bij kinderen en tieners komt deze ook vaak voor. De bacterie circuleert het hele jaar door, maar veroorzaakt in de wintermaanden net iets meer longontstekingen. De bacterie wordt doorgegeven via speekseldruppeltjes wanneer mensen dicht bij elkaar komen. 
De bacterie veroorzaakt ziekte door in de wand van de luchtwegen de cilia te blokkeren en het epitheel te beschadigen. Hierdoor raken de luchtwegen geïrriteerd en ontstaat er een ontsteking. De infectie die het veroorzaakt is in de meeste gevallen mild. 
Doordat deze bacterie geen celwand heeft, is hij niet gevoelig voor bètalactamantibiotica en moet er behandeld worden met een alternatief medicijn zoals een macrolide of doxycycline. Deze versnellen de genezing maar hebben geen effect op dragerschap. Er is nog geen vaccin voor deze bacterie beschikbaar.

## Ontdekking
In 1944 werd Mycoplasma pneumoniae voor de eerste keer geïsoleerd uit sputum van een patiënt met een primaire atypische longontsteking en daarna beschreven.
Mycoplasma pneumoniae werd eerst verkeerdelijk beschouwd als een virus in plaats van een bacterie.